# Prevostura di Johannesberg

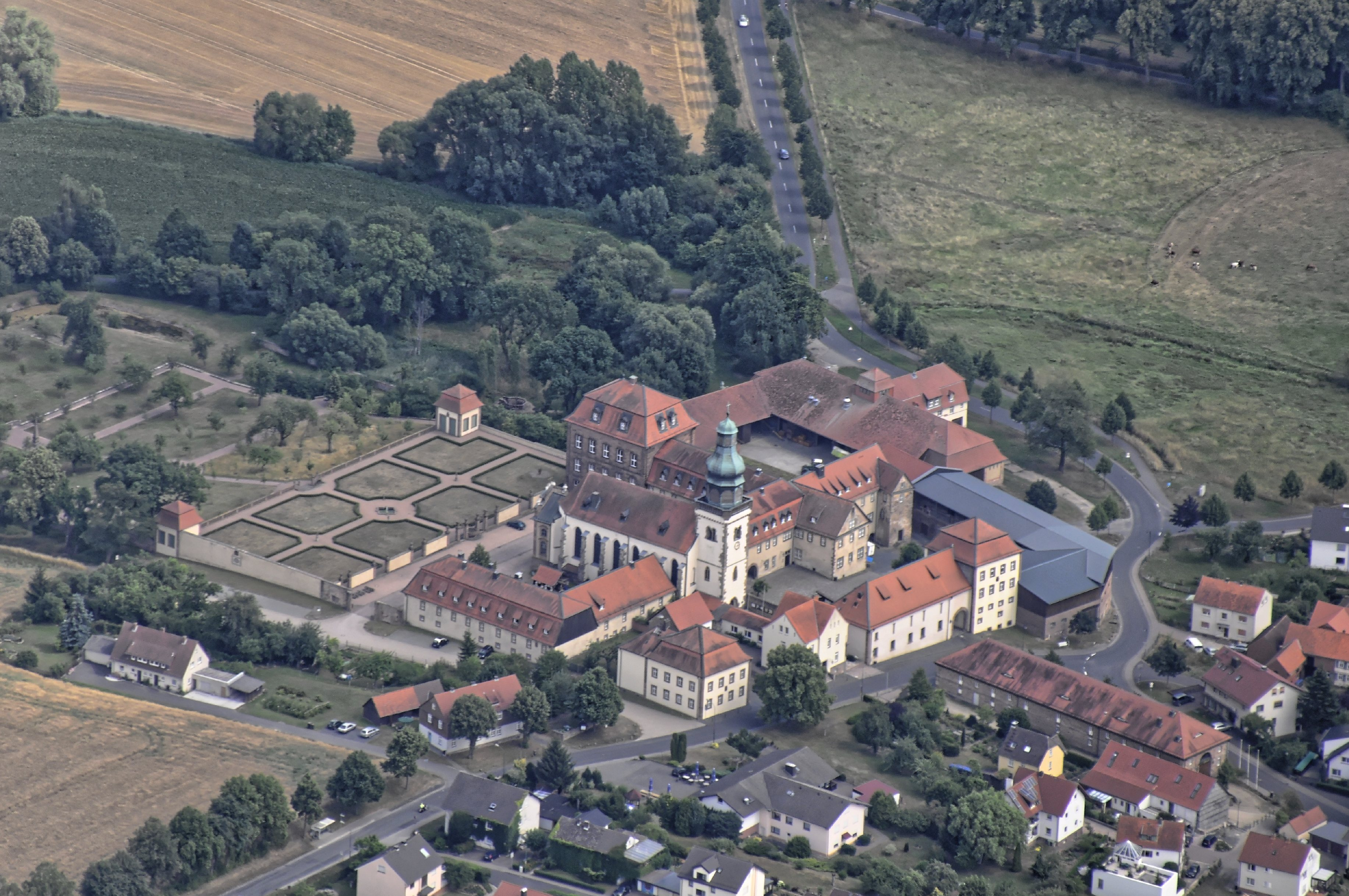
Veduta aerea del complesso prevostale di Johannesberg

La prevostura di Johannesberg era una prevostura benedettina situata nell'attuale omonimo quartiere della città di Fulda, in Germania.

## Storia

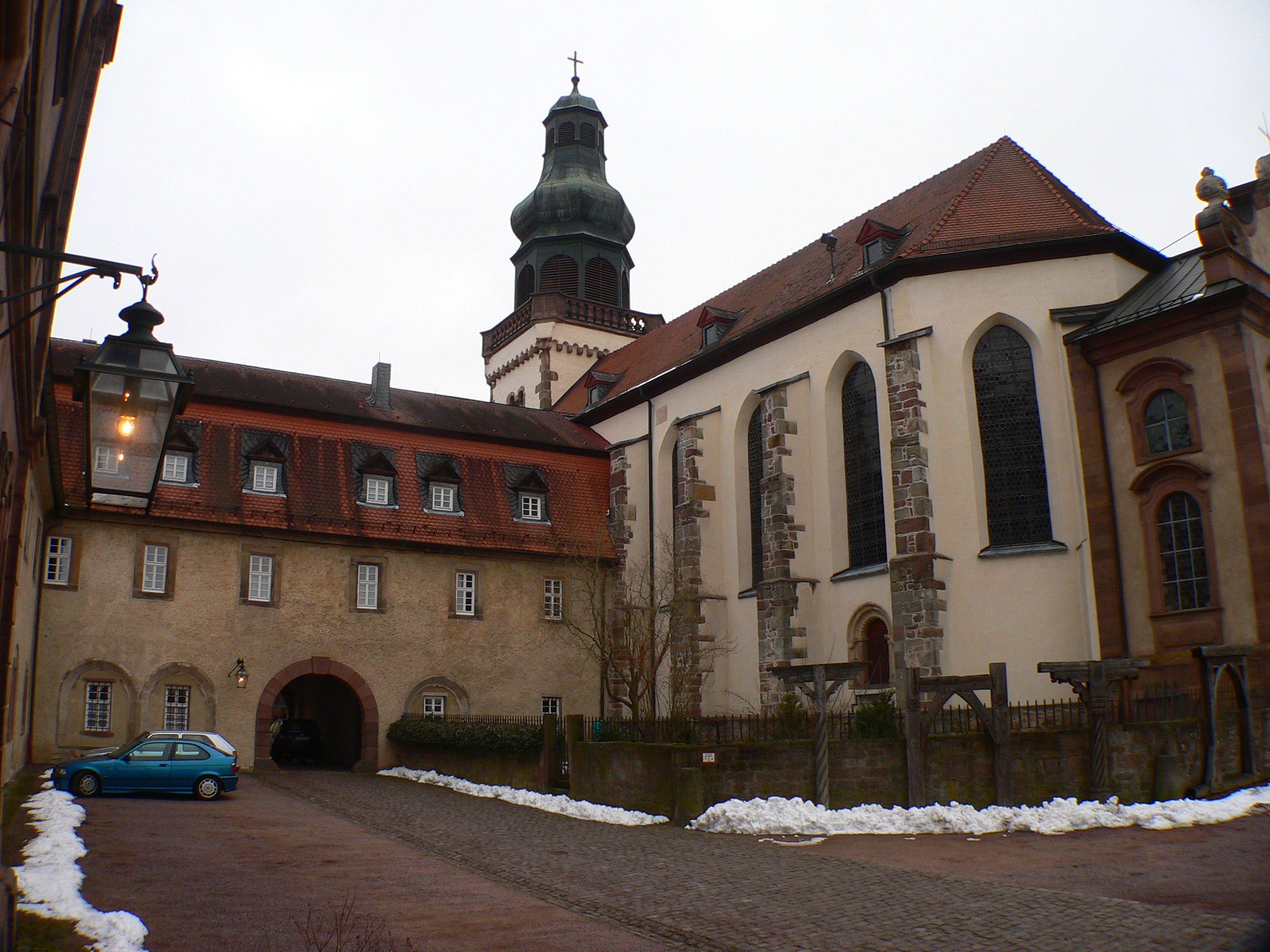
L'antica chiesa del monastero di Johannesberg

La prima chiesa in questo sito venne costruita nell'811 dal terzo abate del monastero di Fulda, Ratgar, e venne consacrata dall'arcivescovo Riculfo di Magonza. Nell'836, l'abate di Fulda, Rabano Mauro vi fondò un monastero benedettino come filiazione dell'abbazia di Fulda. Intorno all'anno 1000 venne edificata una basilica romanica sul luogo dell'antica chiesa, bruciata e saccheggiata più volte nei secoli successivi. Il monastero fu infine trasformato in prepositura a metà del XVII secolo e la chiesa, sotto il patronato di san Giovanni Battista, ne divenne il centro spirituale.
Intorno alla chiesa si trova ancora oggi l'ex palazzo della prepositura, il cui patrimonio edilizio risale principalmente al XVIII secolo, quando la residenza venne ricostruita dall'architetto italiano Andrea Gallasini durante il regno del prevosto Conrad von Mengersen. I lavori iniziarono nel 1726, ma furono solo parzialmente completati e si interruppero definitivamente dopo il 1747. Secondo il progetto originale, il castello avrebbe dovuto adattarsi simmetricamente alla chiesa già esistente. Le ali a sud della chiesa vennero in gran parte completate, mentre le strutture a nord della chiesa rimasero allo stato di abbozzo. Al posto dell'edificio residenziale a nord, venne qui costruito un portale nel 1742. Nell'ala sud si trova la "Rote Bau", il palazzo signorile destinato ad accogliere la residenza dei prevosti del complesso, disposta su tre piani, con tetto mansardato. Il piano superiore è quasi completamente occupato da un ampio salone da ballo il cui restauro è stato premiato con la Medaglia "Europa Nostra".

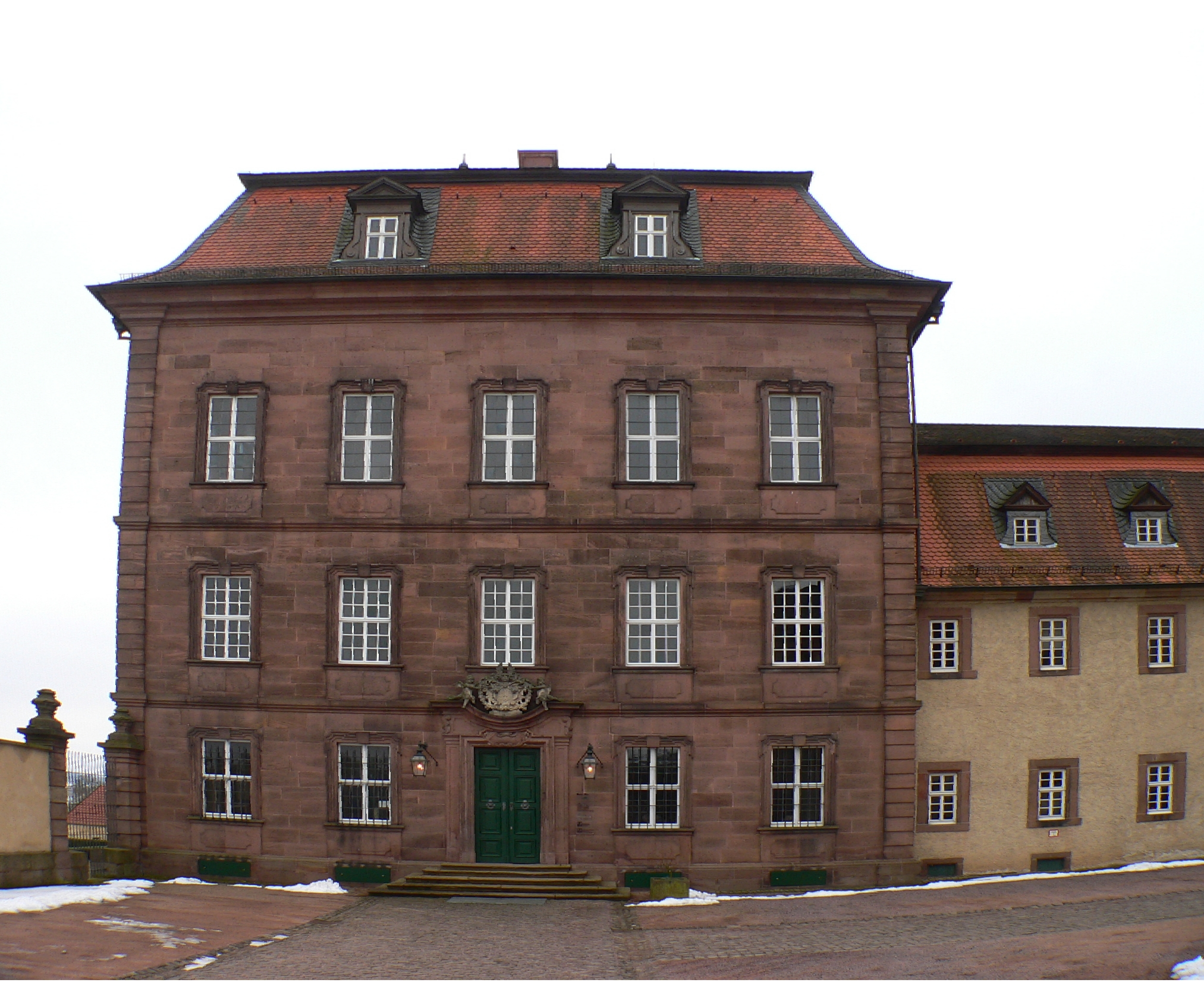
La "Rote Bau", la residenza dei prevosti di Johannesberg

Sempre nel Settecento, vennero realizzati gli splendidi giardini barocchi del complesso ancora oggi esistenti che si estendevano dalla sede della prepositura dietro la chiesa verso la campagna con tre terrazzamenti secondo lo schema dei giardini barocchi tedeschi.
Con la mediatizzazione del Sacro Romano Impero nel 1803, il monastero di Fulda e quindi anche la prevostura di Johannesberg vennero sciolti. I possedimenti del monastero vennero espropriati, rilevati dal principato di Orange-Nassau-Fulda e successivamente dall'Elettorato d'Assia, passando quindi al demanio statale.
Tra il 1835 ed il 1968, il complesso dei terreni dipendenti dalla prevostura (300 ettari in tutto) venne utilizzato come fattoria demaniale, occupando ogni giorno 70 persone. Gli edifici vennero utilizzati per scopi agricoli per più di 130 anni, motivo per cui poi se ne rese necessario un restauro approfondito. Negli anni '80 prese qui sede il "Centro tedesco per l'artigianato e la conservazione dei monumenti" che guidò le opere di restauro del complesso.

## Elenchi dei prevosti
- Konrad c.1299
- Albert von Hornsberg c.1306
- Berthold c.1307
- Dietrich c.1328
- Martin von Lichtenberg c.1382-1387
- Engelhard Wambold von Umstadt c.1394
- Johann von Rorbach c.1401
- Hermann von Buchenau c.1410–1434
- Konrad von Allendorf c.1467–1471
- Wilkin Küchenmeister 1489–1499, già prevosto di Petersberg
- Melchior Küchenmeister 1505–1522
- Philipp Schenck zu Schweinsberg 1522–1550, dal 1541 principe-abate di Fulda pur mantenendo il suo incarico assieme a quello di prevosto di Rasdorf, Petersberg e Frauenberg
- Wolfgang Dietrich von Eusigheim 1550–1558, anche principe-abate di Fulda e prevosto di Petersberg, Frauenberg, già prevosto di Holzkirchen e Thulba
- Wolfgang Schutzbar 1558–1567, anche principe-abate di Fulda e prevosto di Petersberg e Frauenberg
- Philipp Georg Schenk von Schweinsberg 1567–1568, anche principe-abate di Fulda e prevosto di Michaelsberg, Neuenberg, Holzkirchen
- Wilhelm Hartmann von Klaur zu Wohra, 1568–1570, anche principe-abate di Fulda, già prevosto di Thulba
- Balthasar von Dernbach 1570–1576 anche principe-abate di Fulda
- Heinrich von Bobenhausen 1577–1585, anche amministratore dell'abbazia di Fulda
- Erzherzog Maximilian von Österreich 1585–1602, anche amministratore dell'abbazia di Fulda
- Balthasar von Dernbach 1602–1606, anche principe-abate di Fulda
- Reinhard Ludwig von Dallwig (Dalwigk) 1606–1607, anche principe-abate di Fulda
- Johann Friedrich von Schwalbach 1607–1622, anche principe-abate di Fulda, già prevosto di Michaelsberg, Neuenberg, Rohr e Blankenau
- Johann Bernhard Schenk von Schweinsberg 1623–1632, anche principe-abate di Fulda, già prevosto di Blankenau, Michaelsberg e Neuenberg
- Johann Adolf von Hoheneck 1633–1635, anche principe-abate di Fulda, già prevosto di Petersberg
- Hermann Georg von Neuhof 1635–1644, anche principe-abate di Fulda, già prevosto di Blankenau, Holzkirchen e Rohr
- Pater Sturmius Helcker, 1644–1649, unico prevosto non aristocratico
- Bonifatius von Buseck 1656–1701
- Benedikt von Rosenbusch 12 marzo 1701–1707, già prevosto di Blankenau e di Thulba, poi prevosto di Andreasberg
- Konstantin von Buttlar 28 maggio 1707–1715, già prevosto di Holzkirchen e di Thulba
- Konrad von Mengersen 31 dicembre 1715–1753, già prevosto di Thulba e di Holzkirchen
- Karl von Fechenbach 12 ottobre 1753–1755, già prevosto di Petersberg, poi prevosto di Andreasberg
- Eugen von Bastheim 1755–1758, già prevosto di Sannerz e Holzkirchen
- Anton von Hagenbach  22 ottobre 1753–15 luglio 1759, già prevosto di Zella e di Petersberg
- Vinzenz von Buseck 23 dicembre 1759–1765, già prevosto di Sannerz e di Thulba
- Lothar von Hohenfeld 26. August 1765–1776, già prevosto di Sannerz e di Blankenau
- Wilhelm von Mengersen 1776–1778, già prevosto di Sannerz
- Amand Zobel von Giebelstadt 22 agosto 1778–1794
- Ludwig von Schönau 14 gennaio 1795–1802, già prevosto di Zella, ultimo prevosto